# Coordination des Femmes noires
Créée en mai 1976, la Coordination des Femmes noires lutte et s'engage, jusqu'en 1982, contre plusieurs catégories d’oppressions, telles que celles liées au genre, à la race, à la classe et à l'immigration. Ce groupe ne se définit par une appartenance nationale ou culturelle, mais par une expérience et un vécu particulier propres aux femmes noires, et défend les droits des immigrées en France, tout en dénonçant les conditions de vie des femmes en Afrique, ainsi que les violences qu’elles subissent.

## Histoire du mouvement

### Contexte
En France, de 1910 à 1950, des femmes noires tentent de publier leurs réflexions dans des journaux et des revues, mais voient ces publications, aux propos souvent modérés, frappées par la censure des gouvernements. Elles se sentent « marginalisées, voire exclues du récit qui constitue la mémoire nationale française ».
Entre 1970 et 1980 de nombreuses femmes africaines, maghrébines, latino-américaines et caribéennes s'organisent en mouvements militants, en fondant des groupes et associations politiques, au sein desquels elles élaborent des actions collectives. Étrangères, immigrées, exilées, établies provisoirement ou définitivement en France, ou encore « Françaises issues de l’immigration » — comme elles se revendiquent —, elles se mobilisent dans le cadre d'initiatives publiques contre la répression, l’apartheid, les expulsions et le racisme en France, aux côtés d'autres féministes et de groupements de gauche ou d’extrême gauche. Ces femmes immigrées se regroupent dans des collectifs autonomes, comme le Groupe Femmes Algériennes, le Groupe Femmes Marocaines, le Cercle des Femmes Brésiliennes. Mobilisées dans une perspective intersectionnelle, à la fois féministe et antiraciste, ces femmes traitent des problématiques liées à l'immigration, aux luttes anticoloniales, ainsi qu'à celles des pays d'origine, contre des gouvernements autoritaires et dictatoriaux. Ces organisations portent des revendications spécifiques et proposent des solutions en matière d'autonomie organisationnelle et politique.

### Création de laCoordination des Femmes noires

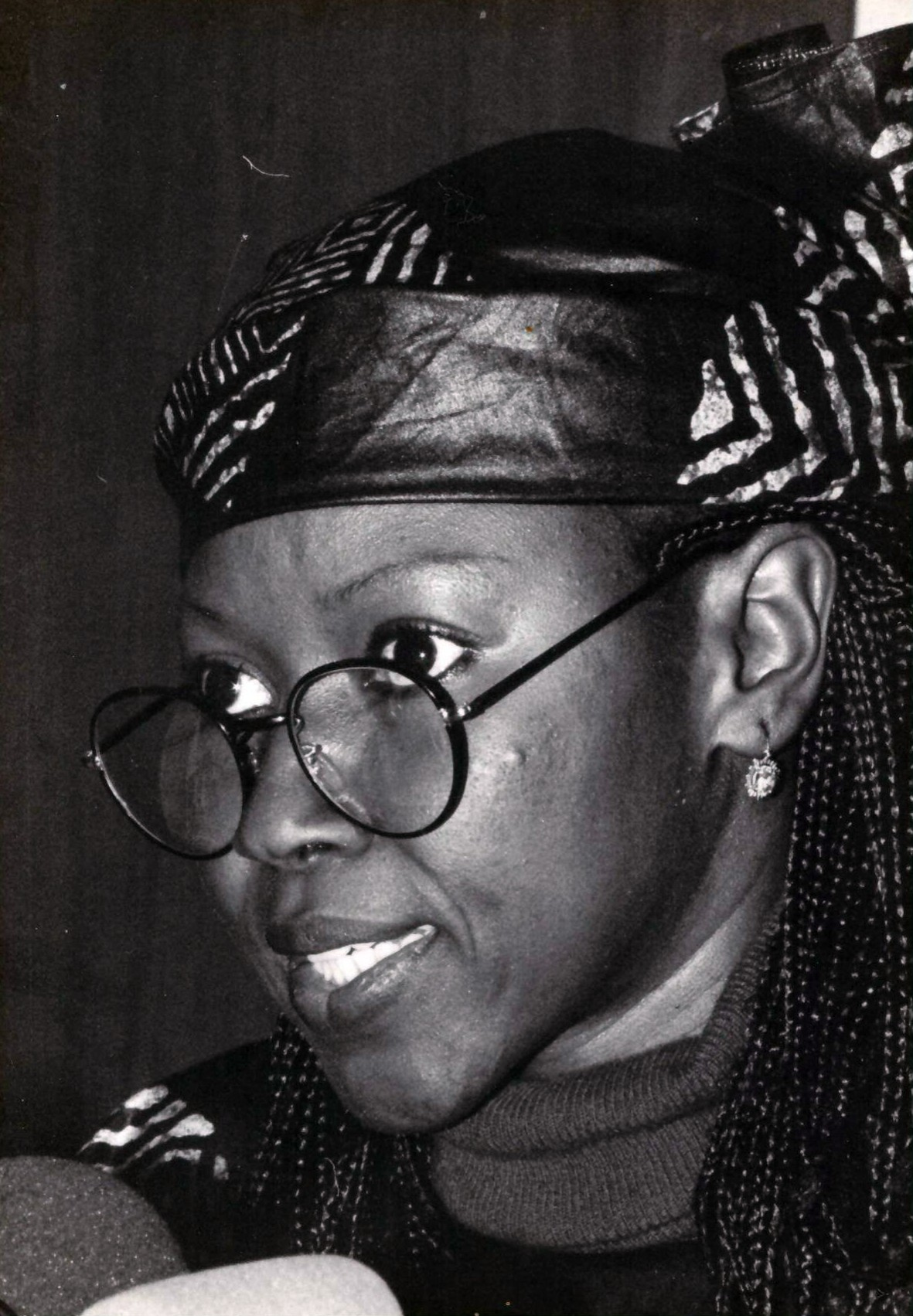
Awa Thiam

En mai 1976, la Coordination des Femmes noires est fondée par, notamment, l'écrivaine Awa Thiam, Susy Landeau, Maria Kalalobé, Époupa Missipo, Béatrice et Françoise Elom, avec pour objectif de constituer une lutte intersectionnelle mêlant plusieurs catégories d’oppression, telles que le genre, la race, la classe et l'immigration. Premier groupe constitué autour d'une identité « noire », composé principalement de femmes antillaises, africaines et afro-américaines, étudiantes, exilées, jeunes intellectuelles, travailleuses et chômeuses, ce collectif ne se définit pas par une appartenance nationale ou culturelle, mais par une expérience et un vécu particulier propres aux femmes noires. Portée par des femmes qui partagent une identité forgée par le regard des autres (racisation, sexisation) et associent le fait d'être noire au fait de subir à la fois une domination et à une discrimination, la Coordination des Femmes noires a pour but de sortir de l’isolement les opprimées en se saisissant des enjeux liés au « vécu réel de ces femmes, l’émancipation par elles-mêmes et le recouvrement de leur dignité humaine ». Ses membres s'engagent également contre les représentations exotisantes et misérabilistes des femmes noires.
Alors étudiante à la Sorbonne, la Sénégalaise Awa Thiam, présidente du collectif, publie en 1978 son ouvrage intitulé La parole aux négresses, préfacé par Benoîte Groult, dans le but de diffuser les luttes portées par la Coordination des Femmes noires et afin de pointer les difficultés spécifiques rencontrées auprès du lectorat. À travers des récits de vie basés sur une série d'entretiens avec des femmes noires, son livre propose « une vision réaliste de diverses expériences de souffrance de femmes noires et montrent la pertinence de leur mobilisation militante », en abordant des thématiques telles que l’excision, l’infibulation, la stérilisation forcée, la polygamie ou le blanchiment de la peau, tout en pointant « les origines socioculturelles des asservissements subis par les femmes noires ».
À la fin de l'année 1978, l'autrice et metteure en scène Gerty Dambury, rejoint la Coordination des Femmes noires, alors qu'Awa Thiam vient de quitter le groupe. Gerty Dambury explique que le choix de l’appellation « Coordination des femmes noires » est lié à la volonté d'utiliser le terme « noir » « comme une référence à la première rencontre que les gens ont avec nous : ce qu’ils voient d’abord, c’est que nous sommes noires, c’est-à-dire que notre différence est visible ». Elle reste membre du groupe durant trois ans, jusqu'en 1981.
Françoise Vergès s'implique également au sein du collectif, tout en se distanciant quelque peu de ses principales préoccupations, trouvant qu'elle ne peut militer « exclusivement dans un groupe féministe ». Elle explique également que son « expérience au mouvement des femmes a aussi été celui de luttes intestines violentes. La solidarité n’est pas spontanée parce que vous êtes du même sexe, de la même couleur ou de la même religion » et mentionne les jalousies, l'envie, et les luttes pour le pouvoir, en précisant qu'elle « en était » également.

### Scission et création duMouvement des Femmes Noires
Entre 1977 et 1978, une scission se produit au sein de la Coordination des femmes noires. Une partie des militantes, regroupées autour d'Awa Thiam, crée le Mouvement des femmes noires, exprimant ainsi leur désaccord envers la Coordination des femmes noires, qu'elles trouvent trop impliquées dans la lutte des classes et l’activisme, au détriment du sexisme et de la théorie. Pour Gerty Dambury, la Coordination des Femmes Noires « a subi — et suivi — les mêmes ruptures que le mouvement des femmes en lui-même ».
Le 8 avril 1980, lors d’une émission de télévision sur FR3, deux représentantes du Mouvement des femmes noires – une Africaine et une Antillaise – échangent au sujet de leurs expériences respectives, sur les thématiques de la sexualité, de la polygamie, en Afrique, et du concubinage quasiment institutionnalisé aux Antilles.
Les deux groupes se dissolvent au début des années 1980 (en 1982 pour la Coordination des femmes noires, notamment parce qu'une partie de leurs membres rentrent dans leurs pays d'origine.

### Création duModefen
Entre 1981 et 1984, la Coordination des femmes noires forment le mouvement Modefen, grâce à la possibilité donnée aux étrangers de créer des associations loi 1901, instituée avec l'arrivée des socialistes au gouvernement. Cette association, dirigé par la féministe camerounaise Lydie Dooh Bunya et financée par le Fonds d’action sociale (FAS), a pour objectif la lutte contre le racisme et le sexisme et reste en activité jusqu'en 1994. Engagées contre la polygamie et les mutilations sexuelles, les militantes du Modefen suivent la ligne politique de la Coordination des Femmes Noires et militent pour des revendications spécifiques aux femmes noires, liées à l’instruction, au droit au logement, à la dignité, au corps, au choix du mode de vie et aux violences faites aux femmes, ainsi que pour leur émancipation.

### Actions militantes
Dès les années 1970, les militantes du collectif produisent des textes écrits, sous forme de brochures ou d’essais. Elles proposent également de conférences de presse, des messages de solidarité internationale et participent à des manifestations syndicales et politiques, en abordant les thématiques du corps et de la sexualité, du désir, de l’homosexualité, de l’avortement, de la contraception et de la stérilisation forcée, du viol et des violences faites aux femmes, du racisme, des systèmes d’oppression et d’apartheid, de l’immigration, de la répression politique en Afrique et des luttes anticoloniales. Elles lient parfois leurs actions à celles d’autres mouvements contestataires français, ainsi qu'avec des organisations africaines, antillaises et réunionnaises. Une partie des membres du collectif milite dans les organisations d’extrême gauche, telles que Révolution ! ou la Ligue communiste révolutionnaire (LCR), ainsi que dans les cercles Élisabeth Dmitriev ou Flora Tristan, et écrivent dans le bimensuel Les Cahiers du féminisme.
Le 29 octobre 1977, la Coordination des Femmes Noires organise la première « Journée des Femmes Noires ». Le collectif gagne en visibilité grâce aux articles publiés sur le sujet, dans les journaux Libération et Le Monde. Le tract qui appelle à participer à la manifestation retrace la généalogie du mouvement. Lors de cet évènement, de nombreuses résistances s'opposent au collectif qui fait l'objet de violentes critiques exprimées par des mouvements de gauche, tant français qu'africains, qui considèrent leur positionnement comme trop féministe.

« Nous avons des problèmes en commun avec les hommes de couleur, avec toutes les femmes, mais aussi des problèmes qui nous sont spécifiques à nous, femmes noires. D’où la nécessité d’une lutte commune et d’une lutte spécifique. »

— Première Journée de la Femme noire 1977, Coordination des Femmes Noires

### Autonomisation

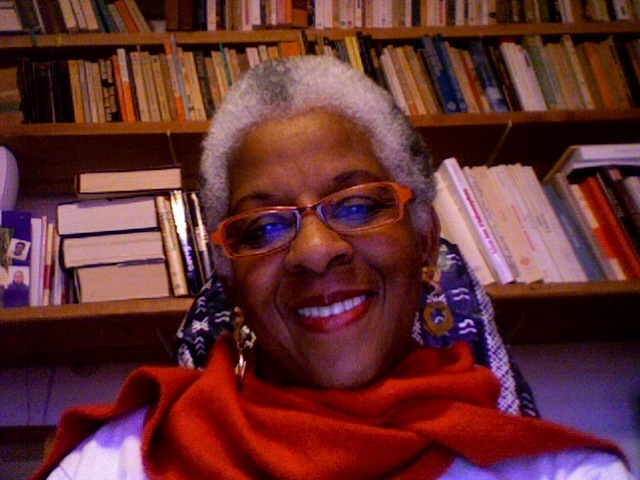
Gerty Dambury

En réponse aux critiques masculines, les membres du groupe détaillent l'année suivante, en juillet 1978, leur ligne de stratégie politique en affirmant que « de la même façon que nous entendons combattre le système capitaliste qui nous opprime, nous refusons de subir les contradictions des militants qui, tout en prétendant lutter pour un socialisme sans guillemets, n’en perpétuent pas moins dans leur pratique, à l’égard des femmes, un rapport de domination qu’ils dénoncent dans d’autres domaines ». Bien que solidaires avec leurs « "frères noirs" et les groupes révolutionnaires africains, voire panafricains », la Coordination des Femmes Noires se distancie des groupes masculins et noue, en fonction des contextes de luttes, des alliances avec les féministes du Mouvement de Libération des Femmes (MLF) — majoritairement blanches — tout en leur reprochant souvent une certaine attitude « maternante » que Gerty Dambury nomme « maternalisme occidental ». Dans le même temps, Awa Thiam dénonce les inégalités des rapports, dans tous les domaines, entre femmes noires et femmes blanches. Selon elle, « la lutte des femmes noires et celle des femmes blanches ne se situe pas au même niveau. […] Les premières ont à lutter contre le colonialisme ou le néo-colonialisme, le capitalisme et le système patriarcal. Les dernières luttent uniquement contre le capitalisme et le patriarcat ».

### Brochure
En juillet 1978, le collectif publie une brochure de trente-huit pages destinée à « briser l'isolement des femmes noires où qu'elles se trouvent » afin de dénoncer l’angle mort dans lequel sont tenues les femmes non-blanches, qui interroge, entre autres sujets, les questions de la contraception, de l'avortement, de l'emploi et des migrations forcées imposées en Guadeloupe, en Martinique, à La Réunion et en Guyane, par le biais du Bumidom. Dans cette publication, à travers une lecture politique des faits historiques qui n'avait encore jamais été abordée sous cet angle, elles affirment : « Nous allons faire notre histoire différemment. Nous ne nous laisserons pas massacrer, renvoyer, enfermer, assimiler, assister, marchander, ethnologiser, anthropologiser, exotiser, exploiter ». Le 8 mars 1980, à Paris, les manifestantes de la Coordination des femmes noires reprennent ces termes en guise de slogan sur une banderole.

#### Extraits de la brochure
L'introduction de l'opuscule débute en ces termes :

« La Coordination des Femmes Noires, ce sont des femmes qui veulent que cesse le ghetto social et politique dans lequel elles sont durement rejetées dans l'immigration. La conscience de classe est là pour certaines, elle arrive pour d'autres, et ensemble nous voulons sortir notre oppression d'un cadre individuel. À partir de la confrontation de notre vécu, et en tant que femmes, et en tant que Noires, nous avons pris conscience que l'histoire des luttes, dans nos pays et dans l'immigration, est une histoire dans laquelle nous sommes niées, falsifiées. Sont sorties de l'oubli, les présences des femmes, la participation des femmes dans les combats coloniaux, leur rôle dans le maquis, leur utilisation au lendemain des Indépendances dans les partis uniques, le commerce des femmes mauriciennes vendues aux paysans de Lozère en France, la stérilisation forcée pratiquée sur les Noires des États-Unis, des West-Indies et des Antilles françaises, et toutes les violences exercées sur nous, au nom de prétendues traditions, authenticité et devoir révolutionnaire, excision, polygamie, glorification de la reproductrice, disponibilité sexuelle et ménagère vis à vis des camarades militants. »

 Dans les pages suivantes, le témoignage d’une jeune Antillaise arrivée en France est également proposé pour détailler l'avilissement dans un contexte où le travail est la seule voie de survie : 

« L’arrivée en France en décevra plus d’un. Les jeunes femmes se rêvaient secrétaires ou infirmières, avec un poste digne de fonctionnaire, elles sont formées aux arts ménagers et aux bonnes manières métropolitaines. Dans des foyers spécialisés, les familles bourgeoises viennent choisir leur future employée de maison. D’autres femmes sont recrutées comme filles de salles, petites mains dans les centres hospitaliers construits dans les années 1970. […] Les femmes antillaises travailleuses se reconnaissent avant tout comme travailleuses. D’abord elles sont venues en France pour travailler. Et c’est la première chose à laquelle elles sont sensibilisées. Au travail, elles sont souvent mal considérées ou ont des boulots dégueulasses. C’est à ce niveau-là qu’elles ressentent avant tout toutes les agressions contre elles. Ensuite, vient le problème "d’être antillais". »

.

### Excision
Dès sa création, la Coordination des femmes noires pose le problème des questions liées aux mutilations sexuelles, restées ignorées jusqu'à la fin des années 1970, ou tolérées au nom du « respect des coutumes ». Awa Thiam refuse que des traditions oppressives, telles que les mutilations sexuelles et la polygamies, soient soutenues au nom de la spécificité culturelle et « appelle à briser le silence, à s’autodéfinir en tant que "femmes négro africaines", et à construire des solidarités avec les autres femmes ». Parallèlement, elle fonde en octobre 1979 la Commission pour l’abolition des mutilations sexuelles (CAMS), aux côtés de Simone de Beauvoir, Benoîte Groult, et Gisèle Halimi, qui luttent également contre la polygamie, la stérilisation forcée et l’analphabétisme.

## Groupements alliés
Au début des années 1980, de nombreuses associations de femmes africaines se constituent, comme le Centre d’études et de rencontres des femmes africaines (CERFA), un collectif issu de la Fédération des Travailleurs d’Afrique Noire Immigrés (FETRANI), « qui est un carrefour de femmes de toutes les nationalités d’Afrique francophone et dont les militantes fondent ensuite des associations locales de femmes africaines dans la région parisienne ».

## Prolongements
En 2019, lors d'un entretien accordé à Michèle Larrouy et Carole Vidal, Gerty Dambury évoque les mouvements qui traitent des questions relatives aux personnes racisées et des inégalités présentes dans la société, qui ne sont pas apaisées. En parlant de la France, elle affirme que « la différence pose un vrai problème à ce pays, qui est un pays jacobin, qui est un pays centralisateur ». Selon elle, les mouvements spécifiques des femmes noires doivent continuer à prendre en considération l'ensemble des nuances historiques, telles que la construction de la famille à partir de l'esclavage, car l'histoire du racisme et l'histoire de la colonisation ne sont pas indépendantes, le racisme est une question économique et non pas morale.
Pour sa part, Rokhaya Diallo, journaliste cofondatrice de l'association Les Indivisible, déplore que l'histoire des militantes de la Coordination des femmes noires et des groupes qui en sont issus, soit typiquement « quelque chose qui a été complètement effacé de l’histoire française ». Pour les nouvelles et jeunes générations, la reconnaissance de ces mouvements et de leurs luttes permet la création d’archives en vue de documenter la place des femmes noires dans les luttes sociales et fait office de transmission aux générations actuelles et futures d’afro-féministes.
Depuis 2014, le Collectif Mwasi propose un fonctionnement militant afroféministe en non-mixité.